# 分岐群

クラドグラムの一例。青・赤はそれぞれの共通祖先から派生した単系統群（分岐群）であるが、緑は青という子孫群を含まない側系統群（段階群）であり、分岐群ではない。

分岐群（ぶんきぐん、クレード、英: clade）とは、ある共通の祖先から進化した生物すべてを含む生物群のこと。分岐分類学における単系統群（monophyletic group）、進化分類学における完系統群（holophyletic group）と同じ。
対義語は段階群（だんかいぐん、グレード、英: grade）であり、ボディプランが類似する生物群を示す。例として段階群による脊椎動物の分類体系では爬虫類という祖先群（ancestral grade）の中に鳥類や哺乳類という子孫群（descendant grade）が位置し、同様に爬虫類は両生類と魚類という祖先群を持つ。分岐分類学ではこのような祖先群は側系統群とされ、分岐群（単系統群）以外は分類群として認めないとする意見もあり、この観点では爬虫類は鳥類を含めて哺乳類（単弓類）を含まない分岐群として再定義される。